# Live und direkt
Live und direkt è un doppio album del gruppo musicale hip hop tedesco Die Fantastischen Vier, composto da una parte live e da una parte registrata in studio, pubblicato il 2 ottobre 1996.
La parte dal vivo fu registrata durante tre concerti del Lauschgift-tour, svoltisi quell'anno: all'Huxleys Neue Welt di Berlino il 19 febbraio, al Turbinenhalle di Oberhausen il 22 febbraio e durante il Bear Music Days a Stoccarda, presso il teatro Wangen, il primo giugno.
La parte in studio contiene tracce precedentemente inedite e remix a cura di Waxdoctor, Kenny "Dope" Gonzalez, Die Krupps, Aphex Twin e Guru dei Gang Starr.
Come bonus il CD "direkt" contiene una parte multimediale, tra cui uno screensaver e tre videoclips del gruppo.

## Tracce

### Live
1. Intro - 1:23
2. Locker bleiben - 4:04
3. Ganz normal - 4:08
4. Hip Hop Musik - 5:54
5. Auf der Flucht - 4:37
6. Die Geschichte des O. - 4:21
7. Ich bin - 4:07
8. Tag am Meer - 6:36
9. Konsum - 4:24 min
10. Sie ist weg - 4:01
11. Mach dich frei - 3:11
12. Ich krieg nie genug - 5:26
13. Was geht - 4:21
14. Love sucks - 4:46
15. Krieger - 9:04
16. Populär - 4:51

### Direkt
1. Raus (inedito) - 4:02
2. Der Picknicker (inedito) - 3:50
3. Das Kind vor dem euch alle warnten (inedito) - 5:13
4. Was geht - Kenny Dope Mix - 4:58
5. Sie ist weg - Guru Remix - 3:51
6. Tag am Meer - Waxdoctor Remix - 7:10
7. Krieger - Aphex Twin Baldhu Mix - 3:22
8. Genug ist genug - Die Krupps Remix - 4:37

## Singoli
| Anno | Titolo           | Posizione in classifica | Posizione in classifica | Posizione in classifica | Posizione in classifica |
| Anno | Titolo           | Germania                | Svizzera                | Austria                 |                         |
| ---- | ---------------- | ----------------------- | ----------------------- | ----------------------- | ----------------------- |
| 1996 | "Raus"           | 56                      | -                       | 38                      |                         |
| 1997 | "Der Picknicker" | 42                      | -                       | -                       |                         |